# Arbeitsgemeinschaft Fernwärme
Der AGFW (voller Name: Der Energieeffizienzverband für Wärme, Kälte und KWK e. V.) ist ein Verband der Unternehmen, die Heizkraftwerke und Fernwärmenetze in Deutschland betreiben. Er versteht es als seine Aufgabe, die Mitgliedsunternehmen „durch Branchenlobbying […] in den Bereichen Politik, Recht, Technik, Betriebswirtschaft sowie Organisations- und Arbeitssicherheit“ zu unterstützen.

## Geschichte
Der AGFW I Der Energieeffizienzverband für Wärme, Kälte und KWK e. V. gehörte ursprünglich zur Vereinigung Deutscher Elektrizitätswerke (VDEW), und hieß später auch Arbeitsgemeinschaft für Wärme und Heizkraftwirtschaft.

## Daten
Der Verband ist ein Zusammenschluss von über 500 Unternehmen, die leitungsgebunden Wärme oder Kälte liefern. Diese Unternehmen betreiben über 1300 Netze mit einer Trassenlänge von insgesamt 19.100 km. Die Wärme wird zu über 80 % in Anlagen mit Kraft-Wärme-Kopplung erzeugt. Diese Anlagen liefern zirka 7 % der deutschen Bruttostromerzeugung. Der Wärmeanschlusswert beträgt in Deutschland rund 57.000 MW. Davon werden über 53.000 MW von AGFW statistisch erfasst. 50 % der Fernwärmekunden sind Haushaltskunden, 44 % öffentliche Einrichtungen, Handel und Gewerbe („Nichtwohngebäude“) und 6 % Industriekunden.

## Ziele und Aufgaben
Neben der Interessenvertretung der Branche gegenüber Öffentlichkeit und Politik organisiert der Verband den Erfahrungsaustausch innerhalb der Branche im Rahmen der Fachmesse Wärmetechnik. Die AGFW versucht, sich abzeichnende sozioökonomische Entwicklungen frühzeitig zu erkennen und aus daraus resultierenden Zukunftsszenarien passende Strategien für ihre Verbandsmitglieder zu entwickeln. Er koordiniert Forschungs- und Entwicklungsprojekte und trägt durch die Standardisierung von Branchenmindestanforderungen im AGFW-Regelwerk zum Erhalt der technischen Selbstverwaltung der Branche bei.
Im Rahmen eines Forschungsvorhabens unter dem Titel „Energie, Daten und Analyse – Research&Development“ (vom 1. Juli 2005 bis 31. Juli 2007) wurden durch eine interdisziplinären Kooperation von Technik-, Wirtschafts- und Sozialwissenschaften in sechs Teilprojekten die Weiterentwicklungsmöglichkeiten der Bewertungsverfahren von Energiesystemen geprüft. Die Studie 'Multidimensionale Technikbewertung' wurde vom seinerzeitigen Bundesministerium für Wirtschaft und Arbeit gefördert. Zur Anwendung kamen Ansätze aus verschiedenen Disziplinen wie der Innovations- und Diffusionsforschung, Lebenszyklusanalysen, multidimensionale Technikbewertung oder Analyse des kumulierten Energieaufwandes auf ausgewählte Techniken. Unter anderem wurde in dem Projekt das Entscheidungsverhalten von Führungskräften aus Energietechnik und Energiewirtschaft (Institut für Sozialforschung der Goethe-Universität Frankfurt) oder die ganzheitliche dynamische Bewertung von KWK mit Brennstoffzellen (Forschungsstelle für Energiewirtschaft e. V.) analysiert. Die AGFW war an diesem Forschungsvorhaben ein beteiligter Partner.
Der Verband ist Herausgeber der Schriftenreihe Forschung und Entwicklung sowie Mitherausgeber der Fachzeitschrift EuroHeat & Power.

## Einmischung in kontrovers diskutierte Fragestellungen der Energie- und Wärmewende
Als die Bundesregierung im November / Dezember 2022 im Zuge der Einführung von „Energiepreisbremsen“ für Unternehmen und Privatbürger sich die Abschaffung der Entgelte für dezentrale Einspeisung vornahm, versuchten verschiedene Verbände dagegenzusteuern, darunter auch die AGFW.